# 多滕巴赫河
51°48′42.57″N 8°25′13.86″E / 51.8118250°N 8.4205167°E

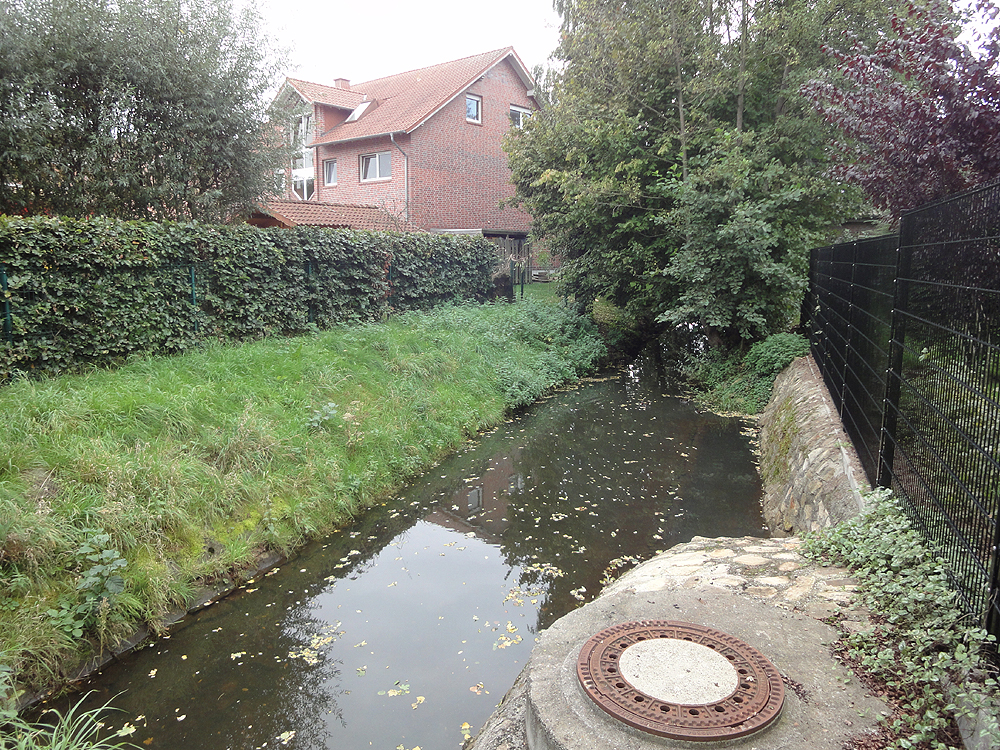

多滕巴赫河（德語：Dortenbach），是德國的河流，位於該國西部，流經北萊茵-威斯特法倫州，屬於埃姆斯河的右支流，河道全長3.2公里，河口處在里特貝格。